# Antonia de Rocamora y Heredia
Antonia de Rocamora y Heredia (Orihuela, 12 de junio de 1724-Madrid, 1751) fue la VI marquesa de Rafal, VI baronesa de Puebla de Rocamora y XIV señora de Benferri desde 1740 hasta 1751. Fue el último miembro de la Casa de Rocamora. 

## Biografía
Nacida en Orihuela el 12 de junio de 1724, Antonia pasó a ser la VI marquesa de Rafal por falta de descendencia masculina de sus padres, Jaime de Rocamora y Cascante y Margarita de Heredia y Bazán. Era hija única. 
Al título iban asociados la baronía de Puebla de Rocamora (VI baronesa) y el señorío de Benferri (XIV señora), que habían sido reunidos por su padre.
Antonia casó con su tío Antonio de Heredia y Bazán en la iglesia de San Jerónimo de Benferri el 27 de octubre de 1743, realizando las capitulaciones matrimoniales ante el escribano José Martínez Rodríguez.
Antonio de Heredia y Bazán ostentó los cargos de mariscal de campo de los Reales Ejércitos, caballero de la Orden de Santiago, miembro del Consejo del rey de España durante el reinado de Fernando VI, gentilhombre de cámara del rey, corregidor (alcalde) de Madrid desde 1737 hasta 1748 y también de las ciudades de Carrión, Antequera, Orihuela, Murcia y Zaragoza y por su matrimonio, marqués consorte de Rafal. 
Tuvieron dos hijos, Antonio y Antonia María de Heredia y Rocamora.
Una de las condiciones que imponían las nueve cláusulas de 1588 era que en caso de no quedar descendencia masculina y recaer la Casa de Rocamora en mujer, el cónyuge debería adoptar las armas y el apellido de los Rocamora, al igual que la descendencia. Esto explica que en muchos escritos y en algunas publicaciones, se haga referencia a Antonio de Heredia y Bazán con el nombre de Antonio de Heredia-Rocamora y Bazán, o Antonio de Rocamora-Heredia y Bazán o Antonio de Rocamora y Bazán, etc. Pero las nueve cláusulas fueron abolidas por Antonia para que pudiera suceder su hijo como jefe de la Casa de Heredia, alegando un alto grado de parentesco.
A la muerte de Antonia en 1751, heredó las propiedades de la Casa de Rocamora su hijo Antonio de Heredia y Rocamora, que se convertiría en el VII marqués de Rafal a la corta edad de seis años, significando también la instauración de la Casa de Heredia.
| Predecesor: Jaime de Rocamora y Cascante | Marquesa de Rafal 1740-1751              | Sucesor: Antonio de Heredia y Rocamora |
| Predecesor: Jaime de Rocamora y Cascante | Baronesa de Puebla de Rocamora 1740-1751 | Sucesor: Antonio de Heredia y Rocamora |
| Predecesor: Jaime de Rocamora y Cascante | Señora de Benferri 1740-1751             | Sucesor: Antonio de Heredia y Rocamora |

- Datos: Q5697609